# Bhagha Purana
Bhagha Purana (o Baghapurana, Baghaparana) è una suddivisione dell'India, classificata come nagar panchayat, di 21.617 abitanti, situata nel distretto di Moga, nello stato federato del Punjab. In base al numero di abitanti la città rientra nella classe III (da 20.000 a 49.999 persone).

## Geografia fisica
La città è situata a 30° 40' 60 N e 75° 5' 60 E e ha un'altitudine di 223 m s.l.m..

## Società

### Evoluzione demografica
Al censimento del 2001 la popolazione di Bhagha Purana assommava a 21.617 persone, delle quali 11.358 maschi e 10.259 femmine. I bambini di età inferiore o uguale ai sei anni assommavano a 2.718, dei quali 1.550 maschi e 1.168 femmine. Infine, coloro che erano in grado di saper almeno leggere e scrivere erano 13.420, dei quali 7.380 maschi e 6.040 femmine.